# Гулинов, Александр Александрович
Александр Александрович Гулинов — российский фотохудожник, портретист, режиссёр, моушн-дизайнер. Фотографировал Монику Беллуччи, Анджелину Джоли, Михаила Шемякина, Никиту Михалкова , Миллу Йовович, Джейка Джилленхола, Роберта Де Ниро, Марию Кожевникову и многих других знаменитостей. Один из победителей рекламной кампании ребрендинга коллекции «Juste Un Clou» ювелирного дома Cartier . Дважды лауреат национального фотоконкурса The Best of Russia
Является приглашенным фотографом театра имени Моссовета и бывшим ведущим методистом по научно-просветительской деятельности Пушкинского музея.
Сотрудничал с российской музыкальной группой Triangle Sun.
Режиссёр и оператор-постановщик короткометражного фильма «22» (внеконкурсная программа кинофестиваля «Короче» 2018 год), в главной роли Полина Куценко
Финалист гранта по Fashion-фотографии 2022 фонда Still Art Foundation.
В 2024 году снял короткометражку "Тихий человек" с участием Ольги Тимофеевны,Станислава Бондаренко, Алены Чеховой и Николая Ковбаса.

## Биография
Начальное образование получил в частной школе «Логос». Фотографировать начал в 18 лет, в 20 лет впервые стал лауреатом национального фотоконкурса The Best of Russia в номинации «Архитектура». Поступил в Московский институт телевидения и радио-вещания «Останкино» на факультет «режиссёр кино и телевидения» (мастерская Дмитрия Таланкина), позднее поступил в РУДН на экономический факультет и Британскую высшую школу дизайна на факультет «Мультимедиа-арт». В 2022 году окончил Британскую высшую школу дизайна по направлению "Моушн-дизайн". 
Сотрудничал с изданиями Forbes, Cosmopolitan, ELLE, Hello, Instyle, Афиша, Glamour.